# Дружинены
Дружинены (рум. Drujineni, Дружинень) — село в Фалештском районе Молдавии. Наряду с сёлами Прутены, Старые Кузмены и Валя-Русулуй входит в состав коммуны Прутены.

## География
Село расположено на высоте 55 метров над уровнем моря.

## Население
По данным переписи населения 2004 года, в селе Дружинень проживает 219 человек (108 мужчин, 111 женщина).
Этнический состав села:
| Национальность | Число жителей | Процентный состав |
| -------------- | ------------- | ----------------- |
| молдаване      | 217           | 99.09             |
| русские        | 2             | 0.91              |
| Всего          | 219           | 100%              |